# フジテレビ系列深夜ニュース枠
フジテレビ系列深夜ニュース枠（フジテレビけいれつしんやニュースわく）は、フジテレビをはじめとするFNN系列で毎日深夜に放送されているニュース番組の総称の一覧。

## 各番組の歴史
1959年のフジテレビ開局時から1987年まで、最終版ニュースの放送時間は15分枠だった。FNNの夜ニュース枠はむしろスポーツニュース番組の大型化を志向しており、鹿内信隆会長時代の1976年4月に開始した『プロ野球ニュース』を主力番組としていた。
1986年10月に関東ローカル番組として『ニュース工場一本勝負!』を開始し、最終版ニュースのワイド化に着手する。1987年4月にはこれを全国ネットに発展させ、『プロ野球ニュース』を内包した『FNNニュース工場』となる。同年10月には鹿内春雄会長主導のもと、FNNのワイドニュース番組から“ニュース”の名を排除する方針に沿い、『FNN DATE LINE』に改称する。
鹿内宏明会長が就任した2年後の1990年4月改編で、特集コーナーなども排除しシンプルなニュース番組を志向した『FNN NEWSCOM』が開始される。一方で『プロ野球ニュース』は65分のワイド編成となり、再度スポーツ優位の編成となる。
1994年4月改編で再度『プロ野球ニュース』を内包し、平日はニュース優位の『LIVE'94ニュースJAPAN』、土日はスポーツ優位の『LIVE'94スポーツWAVE』に再編される。平日の放送時間でも初めてニュース（50分）がスポーツニュース（30分）に勝るようになる。
1998年10月改編で平日23時台にバラエティ枠が新設されるとともに、『ニュースJAPAN』の放送時間が20分繰り下げられる。2000年4月にはさらに10分繰り下げられ、スポーツコーナー『プロ野球ニュース2000』も40分枠に拡大。番組に占めるニュースの時間は30分に縮む。その後2001年4月改編で日曜版『ニュースJAPAN』は、スポーツニュース枠とともに22時の情報番組『スーパーナイト』に吸収・内包され『EZ!TV』となるが、2003年4月には再分離している。
2003年4月改編より『ニュースJAPAN』は23:30 - 23:55のコンパクトな番組となり、後続するスポーツニュース番組『SPORT』とはコンプレックス形式となる。
亀山千広社長時代の2015年4月改編で『ニュースJAPAN』はコンセプトを継承した『あしたのニュース』へと再編する。
2016年4月改編で平日の『あしたのニュース』はスポーツニュース枠の『すぽると!』と枠統合した『ユアタイム』に再編される。さらに土日もスポーツニュース枠を吸収・統合した『スポーツLIFE HERO'S』となる。
2017年10月改編で『ユアタイム』はかつての『ニュースJAPAN』のコンセプトを継承した『THE NEWSα』となる。その後2018年4月改編で、番組内容をそのまま継承した『FNNプライムニュース α』を開始。さらに土日も『S-PARK』となった。
遠藤龍之介社長が就任した2019年4月改編で『Live News』ブランドにリニューアルするため、『THE NEWSα』及び『FNNプライムニュースα』の番組内容を継承した『FNN Live News α』を開始した。

## 主な番組
【　】は番組内のワンコーナーとして放送。

### 平日
- ニュース対談（1959年3月1日 - 1965年9月）
- きょうのニュース（1965年10月 - 1966年3月、23:00 - 23:15に放送）
- こちら報道部（1966年4月 - 1968年3月、23:00 - 23:20に放送）
- ニュースパトロール（1967年頃、23:30 - 23:45に放送）
- FNNニュース最終版（第1期）（1968年4月 - 1977年4月1日）
- FNNニュースレポート23:00（1977年4月4日 - 1987年3月31日）
- FNNニュース工場（1987年4月1日 - 9月30日）
- FNN DATE LINE（1987年10月1日 - 1988年3月31日）
- ニュース最終版（第2期）【DATE LINE】（1988年4月1日 - 1990年3月30日）
- FNNニュース（1990年4月2日 - 1990年4月6日、『NEWSCOM』が始まるまでのつなぎ番組）
- FNN NEWSCOM（1990年4月9日 - 1994年3月31日）
- ニュースJAPAN（1994年4月1日 - 2015年3月28日）
- あしたのニュース（2015年3月30日 - 2016年4月2日）
- ユアタイム（2016年4月4日 - 2017年9月29日）※この番組からスポーツニュース内包。
- THE NEWSα（2017年10月2日 - 2018年3月31日）※この番組から金曜版は土曜になってからの放送に移行。
- FNNプライムニュース α（2018年4月2日 - 2019年3月30日）
- FNN Live News α（2019年4月1日未明(4月2日))[注釈 1] - ）

### 週末
- ニュース対談（1959年3月1日 - 1965年9月）
- きょうのニュース（1965年10月 - 1966年3月、土曜23:30 - 23:45、日曜23:00 - 23:15に放送）
- こちら報道部（1966年4月 - 1968年3月、土曜同上、日曜23:15 - 23:30に放送）
- FNNニュース最終版（第1期）（1968年4月 - 1977年4月3日）
- FNNニュースレポート23:30（1977年4月9日 - 1987年3月29日）
- FNNニュース工場（1987年4月4日 - 9月27日）
- FNN DATE LINE（1987年10月3日 - 1988年3月26日）
- ニュース最終版（第2期）【DATE LINE】（1988年4月2日 - 1990年3月31日）
- FNNニュース（1990年4月1･7･8日、『NEWSCOM』が始まるまでのつなぎ番組）
- FNN NEWSCOM（1990年4月14日 - 1994年3月27日）
- スポーツWAVE【ニュースJAPAN】（1994年4月2日 - 1995年3月26日）
- FNNニュース最終版（第3期）（1995年4月1日 - 1997年3月30日）
- ニュースJAPAN WEEKEND（土曜日：1997年4月5日 - 2003年3月29日、日曜日：1997年4月6日 - 2001年3月25日）

土曜版
- 感動ファクトリー・すぽると!&ニュース（2003年4月5日 - 2004年9月25日）
- ニュース&すぽると!【FNNニュース】（2004年10月2日 - 2016年3月26日）
- スポーツLIFE HERO'S（2016年4月3日 - 2018年4月1日）
- S-PARK（2018年4月8日 - 2024年3月31日）
- すぽると!（2024年4月7日 - ）

日曜版
- EZ!TV【FNN EZ!TV NEWS】（2001年4月1日 - 2003年3月30日）
- FNNニュース（2003年4月6日 - 2016年3月27日）
- スポーツLIFE HERO'S（2016年4月3日 - 2018年3月25日）
- S-PARK（2018年4月1日 - 2024年3月24日）
- すぽると!（2024年3月31日 - ）

### 番組の移り変わり
| 期間          | 期間          | 平日                        | 土曜版                                | 日曜版                        |
| ------------- | ------------- | --------------------------- | ------------------------------------- | ----------------------------- |
| 1959.3.1      | 1965.9        | ニュース対談                | ニュース対談                          | ニュース対談                  |
| 1965.10       | 1966.3        | きょうのニュース            | きょうのニュース                      | きょうのニュース              |
| 1966.4        | 1968.3        | こちら報道部                | こちら報道部                          | こちら報道部                  |
| 1968.4        | 1977.4.3      | FNNニュース最終版           | FNNニュース最終版                     | FNNニュース最終版             |
| 1977.4.4      | 1987.3.31     | FNNニュースレポート23:00    | FNNニュースレポート23:30              | FNNニュースレポート23:30      |
| 1987.4.1      | 1987.9.30     | FNNニュース工場             | FNNニュース工場                       | FNNニュース工場               |
| 1987.10.1     | 1988.3.31     | FNN DATE LINE               | FNN DATE LINE                         | FNN DATE LINE                 |
| 1988.4.1      | 1990.3.31     | ニュース最終版【DATE LINE】 | ニュース最終版【DATE LINE】           | ニュース最終版【DATE LINE】   |
| 1990.4.1      | 1990.4.8      | FNNニュース※つなぎ番組      | FNNニュース※つなぎ番組                | FNNニュース※つなぎ番組        |
| 1990.4.9      | 1994.3.31     | FNN NEWSCOM                 | FNN NEWSCOM                           | FNN NEWSCOM                   |
| 1994.4.1      | 1995.3.26     | ニュースJAPAN               | スポーツWAVE【ニュースJAPAN】         | スポーツWAVE【ニュースJAPAN】 |
| 1995.3.27     | 1997.3.30     | ニュースJAPAN               | FNNニュース最終版                     | FNNニュース最終版             |
| 1997.3.31     | 2001.3.25     | ニュースJAPAN               | ニュースJAPAN WEEKEND                 | ニュースJAPAN WEEKEND         |
| 2001.3.26     | 2003.3.30     | ニュースJAPAN               | ニュースJAPAN WEEKEND                 | EZ!TV 【FNN EZ!TV NEWS】      |
| 2003.3.31     | 2004.9.26     | ニュースJAPAN               | 感動ファクトリー・ すぽると!&ニュース | FNNニュース                   |
| 2004.9.27     | 2015.3.29     | ニュースJAPAN               | ニュース&すぽると! 【FNNニュース】    | FNNニュース                   |
| 2015.3.30     | 2016.4.2      | あしたのニュース            | ニュース&すぽると! 【FNNニュース】    | FNNニュース                   |
| 2016.4.3      | 2017.10.1     | ユアタイム                  | スポーツLIFE HERO'S                   | スポーツLIFE HERO'S           |
| 2017.10.2     | 2018.4.1未明  | THE NEWSα                   | スポーツLIFE HERO'S                   | スポーツLIFE HERO'S           |
| 2018.4.1深夜  | 2019.3.31     | FNNプライムニュース α       | S-PARK                                | S-PARK                        |
| 2019.4.1末明  | 2024.3.31未明 | FNN Live News α             | S-PARK                                | S-PARK                        |
| 2024.3.31深夜 | 現在          | FNN Live News α             | すぽると!                             | すぽると!                     |

## クロスネット局でのネット状況
●は現FNNフルネット局。
| 放送対象地域          | 放送局                  | ネット状況 |
| --------------------- | ----------------------- | --- |
| 宮城県                | ●仙台放送(OX)           | 1970年3月31日のNNN脱退まで『NNNきょうの出来事』をネット |
| 秋田県                | ●秋田テレビ(AKT)        | FNN番組をネット |
| 山形県                | 山形テレビ(YTS)         | 1993年3月31日のFNN脱退までFNN番組をネット |
| 福島県                | 福島中央テレビ(FCT)     | 1971年10月1日のネットチェンジ前日までFNN番組をネット |
| 新潟県                | ●NST新潟総合テレビ(NST) | 1981年3月31日のNNN脱退まで『NNNきょうの出来事』をネット。 1981年4月1日から1983年9月30日のANN脱退まで『ANNニュースファイナル』をネット また、2022年現在同枠をネットしてる局の中で唯一非スポンサードネット扱い。 |
| 岡山県→岡山県・香川県 | ●岡山放送(OHK)          | FNN番組をネット |
| 広島県                | 広島テレビ(HTV)         | FNN加盟期間も『NNNきょうの出来事』をネット |
| 長崎県                | ●テレビ長崎(KTN)        | 1990年9月30日のNNN脱退まで『NNNきょうの出来事』をネット |
| 熊本県                | ●テレビ熊本(TKU)        | 1982年3月31日のNNN脱退まで『NNNきょうの出来事』をネット |
| 大分県                | テレビ大分(TOS)         | NNN番組をネット |
| 宮崎県                | テレビ宮崎(UMK)         | NNN番組をネット |
| 鹿児島県              | ●鹿児島テレビ(KTS)      | 1994年3月31日のNNN脱退まで『NNNきょうの出来事』をネット |

備考
- 北海道文化放送以前のネット局である札幌テレビではFNSのみ加盟の関係でFNN番組は放送されなかった。
- テレビ山口(TYS→tys)はJNN協定によりFNNに加盟できず、FNSのみの加盟だったため、JNN番組を編成していた。
- 福島テレビ(FTV)もテレビ山口同様JNN・FNSクロスネット局であったが、1983年4月のFNN加盟までは深夜の全国ニュースを放送せず、『FTVニュース』を放送していた。